# Kirill Vladimirovitj af Rusland
Kirill Vladimirovitj af Rusland (russisk: Кири́лл Влади́мирович, tr. Kiríll Vladímirovitj; født 12. oktober 1876 i Tsarskoje Selo, Det Russiske Kejserrige, død 12. oktober 1938 i Neuilly-sur-Seine, Frankrig) var storfyrste af Rusland og medlem af den russiske zarfamilie, Huset Romanov. Efter Den Russiske Revolution 1917 og zar Nikolaj 2.'s og hans bror, storfyst Mikhails død, blev Kirill overhoved for den kejserlige familie og titulær kejser og selvhersker over Rusland. Han titulerede sig "kejser i eksil" fra 1924 frem til sin død.

## Biografi

### Tidlige liv
Storfyrst Kirill blev født den 12. oktober (jul.: 30. september) 1876 på sine forældres landsted Villa Vladimir i byen Tsarskoje Selo udenfor Sankt Petersborg. Han var den anden søn af storfyrst Vladimir Aleksandrovitj af Rusland, der selv var tredje søn af kejser Aleksandr 2. af Rusland, og Marie af Mecklenburg-Schwerin, en datter af storhertug Frederik Frans 2. af Mecklenburg-Schwerin. Som sønnesøn af en russisk kejser havde han titel af storfyrste og prædikat af kejserlig højhed. Kirills forældre var ambitiøse, politisk bevidste og kulturelt og socialt førende i samtidens russiske samfund. Deres palads var centrum for selskabslivet i den kejserlige hovedstad. Begge forældre havde store personligheder og efterlod et varigt aftryk i Kirill og hans søskendes senere liv.
Storfyrst Kirill var seks måneder gammel, da hans storebror, Storfyrst Aleksandr, døde som barn. Han fik senere tre yngre søskende: Storfyrst Boris, Storfyrst Andrej og Storfyrstinde Helena. De fire overlevende børn havde et tæt forhold til hinanden og til deres forældre. Kirill og hans søskende voksede op i forældrenes residens i Sankt Petersborg Vladimirskij-paladset samt i deres landsted Villa Vladimir i Tsarskoje Selo udenfor hovedstaden.
Indtil han fyldte fjorten år, blev Storfyrst Kirill undervist hjemme af privatlærere. Opsynet med hans undervisning blev varetaget af General Alexander Daller, en pensioneret artilleriofficer. Han modtog militær træning og religiøs undervisning, og lærte de sprog, der blev talt af Romanoverne: russisk, engelsk, fransk og tysk. Når han havde pause fra undervisningslektionerne trænede han med sine brødre i en idrætssal i Vladimirskij-paladset. Med sine forældre foretog han omfattende rejser i mange europæiske lande, herunder Spanien. Han udviklede en kærlighed til musik og træskærerkunst, som han beholdt resten af livet. I 1911 designede han en propel-dreven slæde, der anses for at være en af forgængerne for Aerosanien.

### Flådekarriere
Fra en tidlig alder udviklede Storfyrst Kirill en kærlighed til livet til søs, og hans forældre opfordrede ham til at gøre karriere i den Kejserlige Russiske Flåde. I efteråret 1891 startede han som 15-årig sin uddannelse ved flådeakademiet. I sommeren 1892 begyndte han sin karriere i flåden som søkadet på skibet Moriak. Han vendte tilbage til sit hjem i Tsarskoje Selo i vinteren 1892, hvor han tilbragte det følgende år med at forberede sig til sine eksamener ved flådeakademiet. Fra sommeren 1893 til efteråret 1893 vendte han tilbage til søtræning på skibet Fyrst Pojarskij. Efter at have gjort sin fader selskab på en lang rejse til Spanien i sommeren 1894, mønstrede han på sit tredje træningsskib, fregatten Vovin. Han afsluttede sin træning ombord på skibet Vernyl i Østersøen i løbet af sommeren 1895.
Efter at have aflagt eksamen ved søkadetkorpset og Nikolajev Flådeakademiet den 1. januar 1904, blev Kirill forfremmet til stabschef i Stillehavsflåden. Da den Russisk-japanske krig brød ud i februar 1904, blev han førsteofficer på slagskibet Petropavlovsk, der var flagskib for første stillehavseskadrille, hvor det deltog i slag mod den Kejserlige japanske flåde. Den 13. april 1904 blev slagskibet sænket efter at have ramt to miner ved Port Arthur. 652 mand og 27 officerer døde, inklusive viceadmiral Stepan Makarov og den kendte krigskunstner Vasilij Veresjtjagin. Tabet af Petropavlovsk og Makarov var et stort tilbageslag for Rusland. Kirill undslap kun med nød og næppe med livet i behold og blev så invalideret af forbrændinger, rygskader og granatchok, at han måtte forlade aktiv tjeneste.

### Ægteskab
Allerede i 1891 havde Storfyrst Kirill mødt sin kusine, prinsesse Victoria Melita af Sachsen-Coburg og Gotha, da hun rejste til Rusland ved deres tante, Storfyrstinde Aleksandra Georgijevnas begravelse. Selv om de blev forelsket i hinanden, modsatte Victoria Melitas mor sig forbindelsen, da den russisk-ortodokse kirke forbød ægteskab mellem fætre og kusiner. Hun var desuden mistroisk overfor de mandlige medlemmer af Huset Romanovs moral.
Storfyrst Kirills onkel, Tsar Aleksandr 3., døde i oktober 1894, og Kirills fætter, Nikolaj 2. besteg tronen som den nye tsar. Under kroningsfestlighederne i Moskva flirtede Kirill og Victoria Melita igen med hinanden ved ballerne og festlighederne, selvom Victoria Melita i mellemtiden var blevet gift med storhertug Ernst Ludvig af Hessen og ved Rhinen, der var bror til den nye tsarina, Aleksandra Fjodorovna.
Victoria Melita blev skilt fra Ernst Ludvig i 1901. Efter skilsmissen blev Kirill frarådet af sine forældre at holde en tæt forbindelse til hende. Storfyrstinde Maria Pavlovna rådede Kirill til at tage Victoria Melita som elskerinde og gifte sig med en anden. På trods af modstanden fra familien, besluttede han sig til alligevel at gifte sig med Victoria Melita. Brylluppet fandt sted den 8. oktober 1905 i Tegernsee i Bayern. Det var et enkelt bryllup, hvor kun Victoria Melitas mor, hendes søster Beatrice af Sachsen-Coburg og Gotha, og en ven, Grev Adlerburg, deltog sammen med deres tjenestefolk. Parrets onkel, storfyrst Aleksej Aleksandrovitj af Rusland var inviteret uden at kende anledningen, men nåede først frem efter brylluppet.
Brylluppet medførte en skandale ved det russiske hof. Både fordi den russisk-ortodokse kirke forbød ægteskab mellem fætre og kusiner og på grund af Victoria Melitas skilsmisse fra Storhertug Ernst Ludvig. Ernst Ludvigs søster, Tsarina Aleksandra Fjodororovna var gift med Tsar Nikolaj 2. Hun brød sig ikke om sin kusine og forhenværende svigerinde og var den ledende person i modstanden mod ægteskabet ved det russiske hof. Også enkekejserinde Maria Fjodorovna var forarget over ægteskabet. Kort efter parret vendte tilbage til Rusland, fratog tsaren Kirill hans apanage, prædikatet kejserlig højhed, hans militære æresbevisninger og dekorationer, hans stilling ved flåden og forviste ham fra Rusland.
Parret slog sig ned i Paris, hvor de købte et hus i nærheden af Champs-Élysées og blev understøttet økonomisk af deres forældre. I 1907 besluttede Victoria Melita til glæde for sin mand og sin mor at konvertere til den russisk-ortodokse tro. Tre dage senere fødte hun i Coburg det første af deres tre børn, datteren Maria Kirillovna, der blev opkaldt efter begge sine bedstemødre og var kendt under kælenavnet 'Masha'. Deres anden barn, datteren Kira Kirillovna, blev født i Paris i 1909 og opkaldt efter sin far.
Efter flere dødsfald i familien blev Storfyrst Kirill i 1909 imidlertid nummer tre i arvefølgen til tsartronen. Tsar Nikolaj 2. gav herefter tilladelse til at vende tilbage med sin familie til Rusland og gav ham også alle sine titler tilbage. Hans hustru fik også retten til at titulere sig som storfyrstinde af Rusland med prædikat af Hendes Kejserlige Højhed.

### Revolutionen
Efter Nikolaj 2. blev tvunget til abdicere ved Februarrevolutionen i 1917 gav Kirill udstryk for sin troskab mod den russiske provisoriske regering ved at bære et rødt bånd på sin uniform og flage med et rødt flag over sit palads i Petrograd. I en brevkorrespondance med en Romanov-slægtning tog Kirill æren for at "redde situationen ved min anerkendelse af den provisoriske regering". Det er sandsynligt, at han havde håbet, at han ved at indynde sig hos den provisoriske regering ville blive erklæret regent efter Nikolaj 2.'s abdikation.
I juni 1917 flyttede Kirill og Victoria til Finland, hvor de boede på herregården Haiko gård ved byen Borgå. Her blev deres tredje barn, sønnen Vladimir Kirillovitj, født i august 1917. I 1920 flygtede de videre til Coburg i Tyskland. Den eksilerede familie flyttede efterfølgende til en lille bolig i den lille franske fiskerby Saint-Briac-sur-mer i Bretagne.

### Eksil
Efter Nikolaj 2.'s og Storfyrst Mikhails død i 1918, var Kirill ifølge lovene i Det Russiske Kejserrige den nærmeste tronarving. Efter at en retskendelse i London i juli 1924 erklærede Storfyrst Mikhail for juridisk død, antog Kirill først titlen "tronens vogter" den 8. august 1924 og derefter den 31. august 1924 titlen "kejser af alle Ruslande". Men hans krav på positionen som tronprætendent forårsagede splittelse inden for familien, hvor hans rolle som familieoverhoved blev udfordret af Storfyrst Nikolaj.